# Oregon State University
Oregon State University (afgekort tot OSU) is een publieke onderzoeksuniversiteit die gevestigd is in Corvallis in de Amerikaanse staat Oregon. De universiteit biedt niet-gegradueerde (bachelor), gegradueerde (master) en doctorale opleidingen en diploma's aan naast een hele reeks mogelijkheden om aan onderzoek te doen. Er zijn meer dan 200 academische opleidingen die aan de universiteit aangeboden worden. De opleidingen ingenieur in de kernfysica, ecologie, bosbouwkunde, volksgezondheid, biochemie, zoölogie, oceanografie, voedingswetenschappen en farmacologie genieten op nationaal niveau van grote erkenning. Tegenwoordig worden de zeven vrije kunsten ook hoog aangeschreven. Meer dan 200 000 mensen hebben op deze universiteit hun studies gevolgd sinds de oprichting. De Carnegie-fonds categoriseert de Oregon State University als een universiteit met "een heel hoge mate van onderzoeksactiviteit". Oregon State ontvangt verder ook meer subsidies en fondsen voor onderzoek elk jaar dan alle andere publieke instellingen voor hoger onderwijs in Oregon samen.

## Trivia
- Van 1951-1953 studeerde Frits Bolkestein wiskunde aan deze universiteit.